# Az egyiptomi ötödik csapás (Turner-kép)
Az egyiptomi ötödik csapás (The Fifth Plague of Egypt) William Turner festménye, amely az Indianapolis Museum of Art gyűjteményének része.
Az olajfestékkel vászonra felvitt alkotás keletkezési ideje 1880. Ez volt Turner első nagyobb munkája, amelyet a Királyi Művészeti Akadémia kiállított. Megfestésével az lehetett a művész célja, hogy lenyűgözze a brit kritikusokat és alkotása szemlélőit azzal, ahogy a komoly témát kezeli. A sötét, viharos kompozíció jelzi, hogy Turner teljes értékű romantikus stílusú festővé vált. A nagy méret, az ábrázolt mozgás dinamikája, a drámai tárgy a szemlélő érzelmeit szólítja meg, hogy átadja üzenetét.
A képen egyiptomi táj látható, amelyet a háttérben fehérlő piramis tesz azonosíthatóvá. A jobb alsó sarokhoz közel Mózes áll, aki karjait széttárja, előtte elpusztult lovak és halott emberek. Felette hullámzanak, örvénylenek a sötét felhők. A viharos ég azonban nem az ötödik, hanem inkább a hetedik csapást idézi, amikor az Úr jégesőt küldött Egyiptomra, hogy megbüntesse az akaratának ellenálló fáraót: Az Úr pedig monda Mózesnek: Nyújtsd ki kezedet az égre, hogy legyen jégeső Egyiptom egész földjén az emberre, baromra és a mező minden füvére Egyiptom földjén! Kinyújtá azért Mózes az ő vesszejét az égre, az Úr pedig mennydörgést támaszta és jégesőt, és tűz szálla le a földre, és jégesőt bocsáta az Úr Egyiptom földjére. A címben szereplő ötödik parancsolatban döghalál pusztította a haszonállatokat.